# Naho Emoto
Naho Emoto, född den 25 augusti 1985 i Kyoto prefektur, är en japansk softbollspelare.
Hon tog OS-guld vid de olympiska softboll-turneringarna vid olympiska sommarspelen 2008 i Peking.